# Paul Thomas (philologue)
Pour les articles homonymes, voir Paul Thomas et Thomas.
Paul Louis Désiré Thomas (1852-1937) est un philologue classique, un écrivain et un professeur belge de littérature latine.

## Biographie
Il naît à Mons le 11 janvier 1852. Il fait ses études à l'Athénée royal de Mons. Il poursuit ses études supérieures à l'Université libre de Bruxelles. Le 11 août 1870, il obtient son doctorat en Philosophie et Lettres et en Droit.
En 1873, il devient agrégé en soutenant une thèse sur la parodie dans la littérature grecque antique, intitulée "de la parodie dramatique chez les Grecs". Il suit les cours à Strasbourg de Wilhelm Studemund, un éminent philologue de lettres classiques. Il devient professeur à Bruxelles, en 1875, puis à Gand, le 18 octobre 1878, où il est nommé professeur extraordinaire en 1881. Il succède à la chaire de latin en 1889 à Joseph Gantrelle, après avoir enseigné le latin, l'histoire politique grecque et la littérature ancienne. Il a également obtenu le prix Joseph de Keyn en 1886 et en 1902, pour la qualité et la clarté de ses enseignements et méthodes. Il est fait Chevalier de l'Ordre de Léopold le 12 novembre 1892.
En 1897, il devient membre de l'Académie royale de Belgique. En 1903, il est nommé par arrêté royal, recteur de l'Université de Gand jusqu'en 1906. Il est décoré de la Croix civique en 1908.
Il décède le 15 mars 1937, à l'âge de 85 ans, à Etterbeek, près de Bruxelles.

## Recherches et travaux
Paul Thomas est considéré en son temps comme le meilleur philologue spécialiste du monde grec et latin. Ses travaux sont publiés dans la Revue d'Instruction publique de Belgique, dans la Revue de Philologie, et dans le Bulletin de l'Académie royale de Belgique.
Il participe à l'élaboration d'ouvrages d'enseignement aux éditions Hachette. Il enrichit notamment une édition des Morceaux choisis de Sénèque (réédité 12 fois entre 1896 et 1928) de notes et d'anecdotes. Il écrit également sur Pétrone et Salluste en montrant toujours une grande érudition : ce sont ces ouvrages qui contribueront à sa notoriété. Il publie également en 1902 des Morceaux choisis des prosateurs latins du Moyen-Age et des Temps modernes, qui consacre son succès.
Il fonde ensuite la Revue belge de philologie et d'histoire en 1922 .
Son ouvrage le plus important reste cependant la célèbre édition des œuvres philosophiques d'Apulée, publiée en 1908, aux éditions Teubner, sur laquelle il a travaillé pendant presque 10 ans. Cet ouvrage fait encore autorité par la finesse et la clarté des analyses. Apulée demeure l'auteur latin préféré de Paul Thomas et ses travaux de recherches constituent une ressource abondante dans l'étude de cet auteur.
Il est élu en 1928, membre correspondant étranger de l'Académie des inscriptions et belles-lettres française, sur la recommandation de Émile Chatelain. Ce dernier nomme Thomas le "Madvig de la Belgique" .

## Publications
- Sénèque, morceaux choisis, introduction, remarques et notes de P. Thomas, Hachette, 1896.
- Rome et la littérature latine, conférence donnée au Cercle littéraire des étudiants de l'Université de Gand, 1892.
- Mœurs romaines, extraits d'auteurs latins à l'usage des classes supérieurs d'humanités avec des classes supérieures d'humanités avec des notices et des notes, 1899.
- Pétrone et le roman grec, 1900.
- La littérature latine jusqu'aux Antonins, 1894.
- Notes critiques sur Varron, Pétrone, l'Octavia, etc., 1920.
- Le réalisme dans Pétrone, 1893.
- L'âge et l'auteur du Satyricon, 1905.
- Deux cents fables choisies d'Ésope avec notes et lexique, 1896.
- Lucubrationes Manilianae, notes et conjectures sur Manilius, 1888.
- Notes critiques et explicatives sur les Satires de Perse, 1920.
- Morceaux choisis de prosateurs latins du Moyen Âge et des temps modernes, 1902.
- Notice sur la vie et les travaux de Auguste Wagener, membre de l'Académie, 1898.
- La question du Doctorat en Philosophie et Lettres, 1889.
- Le poète Stace, 1904.
- P. Terenti Afri Hecyra : texte latin publié avec un commentaire explicatif et critique, 1887.
- M. Tulli Ciceronis Pro A. Licinio Archia poeta oratio ad judices, 1882.
- Éléments de grammaire grecque, 1885.
- De bello, de Salluste, trad. & notes par Paul Thomas, 1890.

## Sources
- Notice biographique sur le site officiel de l'Académie royale de Belgique
- « Éloge funèbre de M. Paul Thomas, correspondant étranger de l'Académie », Alfred Merlin, 1937, in Comptes-rendus des séances de l'Académie des inscriptions et belles-lettres, vol. 81, p. 94-96.
- Paul Faider, « Nécrologie. Paul Thomas (1852-1937) », Revue belge de philologie et d'histoire, vol. 16, no 1,‎ 1937, p. 553-556 (lire en ligne, consulté le 16 janvier 2017)
- (nl) G. Sanders, « Paul Thomas », dans Rijksuniversiteit te Gent. Liber memorialis 1913-1960, Gand, 1960 (lire en ligne), p. 1-19